# Wereldkampioenschappen schaatsen afstanden 2013 - 1500 meter mannen
De 1500 meter mannen op de wereldkampioenschappen schaatsen afstanden 2013 werd gereden op donderdag 21 maart 2013 in het ijsstadion Adler Arena in Sotsji, Rusland.
Mede doordat de zes wereldbekerwedstrijden allen een andere winnaar opleverden, was er geen grote favoriet vooraf. Het was de winnaar van de wereldbekerwedstrijd in Inzell, de Rus Denis Joeskov die het best met de zware omstandigheden in Sotsji omging en wereldkampioen werd.

## Plaatsing
De regels van de ISU schrijven voor dat er maximaal 24 schaatsers zich plaatsen voor het WK op deze afstand. Geplaatst zijn de beste veertien schaatsers van het wereldbekerklassement, aangevuld met de tien tijdsnelsten waarbij alleen tijden gereden in de wereldbeker of op het wereldkampioenschap allround meetellen. Achter deze 24 namen wordt op tijdsbasis nog een reservelijst van maximaal zes namen gemaakt.
Aangezien het aantal deelnemers per land beperkt is beperkt tot een maximum van drie, telt de vierde (en vijfde etc.) schaatser per land niet mee voor het verloop van de ranglijst. Het is aan de nationale bonden te beslissen welke van hun schaatsers, mits op de lijst, naar het WK afstanden worden afgevaardigd.
Titelverdediger Denny Morrison was herstellende van een beenbreuk en sloeg de 1500 meter over. Moritz Geisreiter concentreerde zich op de lange afstanden. In de eerste rit reden de reserves Joo Hyung-joon en David Andersson tegen elkaar.

## Statistieken

### Uitslag
| #      | Naam                      | Land | Tijd    |
| ------ | ------------------------- | ---- | ------- |
| Goud   | Denis Joeskov             | RUS  | 1.46,32 |
| Zilver | Shani Davis               | USA  | 1.46,83 |
| Brons  | Ivan Skobrev              | RUS  | 1.46,97 |
| 4      | Brian Hansen              | USA  | 1.47,40 |
| 5      | Sverre Lunde Pedersen     | NOR  | 1.47,44 |
| 6      | Zbigniew Bródka           | POL  | 1.47,46 |
| 7      | Mark Tuitert              | NED  | 1.47,61 |
| 8      | Konrad Niedźwiedzki       | POL  | 1.47,83 |
| 9      | Haralds Silovs            | LAT  | 1.47,95 |
| 10     | Kjeld Nuis                | NED  | 1.48,17 |
| 11     | Håvard Bøkko              | NOR  | 1.48,24 |
| 12     | Jevgeni Lalenkov          | RUS  | 1.48,33 |
| 13     | Bart Swings               | BEL  | 1.48,39 |
| 14     | Koen Verweij              | NED  | 1.48,42 |
| 15     | Alexis Contin             | FRA  | 1.48,50 |
| 16     | Jan Szymański             | POL  | 1.48,65 |
| 17     | Benjamin Macé             | FRA  | 1.48,89 |
| 18     | Denis Koezin              | KAZ  | 1.49,12 |
| 19     | Lucas Makowsky            | CAN  | 1.49,15 |
| 20     | Joo Hyung-joon            | KOR  | 1.49,24 |
| 21     | Dmitri Babenko            | KAZ  | 1.49,61 |
| 22     | Jonathan Kuck             | USA  | 1.49,93 |
| 23     | David Andersson           | SWE  | 1.50,62 |
| 24     | Christoffer Fagerli Rukke | NOR  | 1.50,82 |

### Loting
| Rit | Binnenbaan          | Buitenbaan                |
| --- | ------------------- | ------------------------- |
| 1   | Joo Hyung-joon      | David Andersson           |
| 2   | Dmitri Babenko      | Lucas Makowsky            |
| 3   | Denis Koezin        | Christoffer Fagerli Rukke |
| 4   | Jonathan Kuck       | Benjamin Macé             |
| 5   | Jan Szymański       | Alexis Contin             |
| 6   | Mark Tuitert        | Jevgeni Lalenkov          |
| 7   | Kjeld Nuis          | Koen Verweij              |
| 8   | Haralds Silovs      | Ivan Skobrev              |
| 9   | Shani Davis         | Brian Hansen              |
| 10  | Konrad Niedźwiedzki | Sverre Lunde Pedersen     |
| 11  | Denis Joeskov       | Bart Swings               |
| 12  | Zbigniew Bródka     | Håvard Bøkko              |

1996 · 
1997 · 
1998 · 
1999 · 
2000 · 
2001 · 
2003 · 
2004 · 
2005 · 
2007 · 
2008 · 
2009 · 
2011 · 
2012 · 
2013 · 
2015 · 
2016 · 
2017 · 
2019 ·
2020 ·
2021 ·
2023 ·
2024 ·
2025